# José Luis Caminero
José Luis Pérez Caminero (født 8. november 1967 i Madrid, Spanien) er en tidligere spansk fodboldspiller, der spillede som midtbanespiller. Han var på klubplan tilknyttet Real Madrid, hvor han spillede på andenholdet, samt Real Valladolid og Atlético Madrid.
Med Atletico blev Caminero i 1996 både spansk mester og pokalvinder. Samme år blev han kåret til Årets fodboldspiller i Spanien.
Caminero spillede desuden mellem 1993 og 1996 21 kampe og scorede otte mål for Spaniens landshold. Han debuterede for holdet 8. september 1993 i et opgør mod Chile, og var en del af den spanske trup til både VM i 1994 og EM i 1996.

## Titler
La Liga
- 1996 med Atlético Madrid

Copa del Rey
- 1996 med Atlético Madrid